# Normanniske erobring af England
Den normanniske erobring af England begyndte i 1066 med Vilhelm Erobrerens invasion af Kongeriget England og hans sejr i slaget ved Hastings. Den resulterede i et normannisk herredømme over England, som blev cementeret i løbet af få år. Den normanniske erobring var af flere grunde en skelsættende begivenhed i Englands historie: Den fjernede den indfødte herskende samfundsklasse og erstattede den med et fransktalende monarki, aristokrati og kirkeligt hierarki. Den udløste en ændring i engelsk sprog og engelsk kultur. Fordi landet blev underlagt herskere, der kom fra Frankrig, blev England knyttet tættere til det kontinentale Europa, mens den skandinaviske indflydelse svandt. Der blev også blændet op for en rivalisering med Frankrig, som fortsatte i adskillige århundreder. Erobringen fik ligeledes vigtige konsekvenser for resten af de Britiske Øer, fordi den dannede basis for normannernes invasion i Wales og Irland. Også Skotland blev påvirket, fordi at det skotske aristokrati fik tilgang af normanner og andre fransktalende familier og dermed blev påvirket af kontinentets livsform og kultur.

## Baggrund
Normandiet er et område i det nordlige Frankrig, som halvandet hundrede år før 1066 havde oplevet massiv indvandring af vikinger. I 911 gav den franske kong
Karl den Enfoldige en gruppe vikinger under ledelse af Rollo lov til at bosætte sig i det nordlige Frankrig, og aftalen blev bekræftet i en traktat i byen Saint-Clair-sur-Epte. Karl håbede, at han på den måde kunne dæmme op for vikingernes evindelige angreb på Frankrig. Til gengæld for deres tildelinger af jord og titler skulle Rollos mænd forsvare kysten mod fremtidige angreb fra andre vikinger. Aftalen blev en succes, og vikingerne i området blev kendt som normanner, og deres landområde som Normandiet. Normannerne tilegnede sig hurtigt den lokale kultur, de afsvor hedenskabet og blev kristne. De overtog det lokale gallisk-romanske sprog (langue d'oïl) og supplerede det med udtryk fra deres eget nordiske sprog og skabte det normanniske sprog. De integrerede sig yderligere kulturelt ved at gifte sig ind i den lokale befolkning. Det landområde, de fik tildelt, blev kun betragtet som udgangspunkt for nye udvidelser. De følgende år blev hertugdømmet udvidet mod vest med områderne Bessin, Cotentin og Kanaløerne.
I 1002 giftede kong Ethelred 2. af England sig med Emma af Normandiet, datter af hertug Richard 1. af Normandiet. Deres søn Edvard Bekenderen havde tilbragt mange år i eksil i Normandiet, da han arvede den engelske krone i 1042. Den begivenhed udløste stor normannisk interesse for engelske forhold, idet Edward i høj grad søgte støtte hos sine gamle værter og importerede normanniske hoffolk, soldater og gejstlige og gav dem magtfulde stillinger, især inden for kirken. Den barnløse konge havde i høj grad brug for hjælp, især i sin konflikt med den magtfulde jarl Godwin af Wessex og hans sønner.
Da kong Edvard døde først på året i 1066, betød manglen på en arving, at der dukkede adskillige kandidater op med mere eller mindre legitime krav på den engelske trone. Edvards efterfølger blev jarlen af Wessex, Harold Godvinson, der havde arvet titlen i 1053 og dermed var blevet den rigeste og mest magtfulde engelske adelsmand. Harold blev valgt til konge af den forsamling af rigets førstemænd, der blev kaldt Witenagemot, og han blev kronet af ærkebiskop Aldred. Harold blev imidlertid straks udfordret af to magtfulde regenter fra nabolandene. Hertug Vilhelm af Normandiet svor, at han var blevet lovet tronen af kong Edvard, og at Harold havde sværget på, at han var enig. Den anden udfordrer var Harald Hårdråde, som byggede sit krav på en aftale mellem sin forgænger, Magnus den Gode og den danske kong Hardeknud, der i kort tid også var konge af England. Aftalen gik ud på, at hvis en af dem døde uden arvinger, skulle den anden arve både England og Norge. Vilhelm og Harald gik begge i gang med at samle tropper og skibe til en invasion.

## Tostig Godvinson og Harald Hårdråde
I foråret 1066 indledte Harold Godvinsons landflygtige og fjendtligt stemte bror Tostig en serie angreb på kystområderne i det sydøstlige England. Han havde rekrutteret sine skibe i Flandern, og senere kom der flere skibe fra Orkneyøerne. Harold udrustede selv en flåde, og stillet over for den trussel sejlede Tostig mod nord og hærgede i East Anglia og Lincolnshire. Han mødte snart resolut modstand fra brødrene jarlerne Edwin af Mercia og Morcar af Northumbria og måtte trække sig tilbage til sine skibe, forladt af de fleste af sine krigere. Tostig sejlede til Skotland, hvor han brugte sommeren på at rekruttere nye folk. Harald Hårdråde invaderede Nordengland i begyndelsen af september i spidsen for en flåde på over 300 skibe og med en hær på måske 15.000 mand. Haralds hær voksese, da Tostig sluttede sig til ham med sine hær. Nordmændene rykkede frem mod York, som de besatte efter at have slået en nordengelsk hær under Edwin og Morcar i slaget ved Fulford den 20. september. Harold Godvinson tilbragte sommeren ved sydkysten med en stor hær og flåde, mens han ventede på, at Vilhelm skulle invadere. Den 8. september løb han imidlertid tør for proviant og var nødt til at sende sine soldater hjem. Få dage efter fik han nyheden om den norske hærs angreb, og han marcherede straks mod nord, idet han samlede tropper, mens han kom frem. Det lykkedes ham at overrumple den norske hær og besejre dem i det blodige slag ved Stamford Bridge den 25. september. Harald Hårdråde og Tostig blev dræbt, og nordmændene led så voldsomme tab, at de overlevende kunne være på 24 af de oprindelige 300 skibe. Den engelske sejr var imidlertid dyrekøbt, og Harolds hær var stærkt svækket efter slaget.

## Normannerne invaderer
Imens havde Vilhelm samlet en stor invasionsflåde og en hær, der ikke blot var bemandet med folk fra Normandiet, men med mænd fra hele Frankrig med store afdelinger fra Bretagne og Flandern. Han samlede sine styrker ved Saint-Valery-sur-Somme, og hæren var parat til afsejling den 12. august. Invasionen blev imidlertid udsat, enten fordi vejret var dårligt, eller også fordi man ikke ønskede at møde den stærke engelske flåde. Faktisk ventede normannerne med at krydse den Engelske Kanal til nogle dage efter, at Harold havde slået nordmændene og opløst sin flåde. Normannerne gik i land ved Pevensey i Sussex den 28. september, og de opførte en træborg ved Hastings og brugte den som udgangspunkt for strejftog i omegnen.
Harold marcherede sydpå, så snart han hørte om Vilhelms landgang. Han gjorde kun et kort ophold i London for at samle flere folk og rykkede frem for at angribe normannerne. Slaget ved Hastings blev udkæmpet den 14. oktober. Den engelske hær samlede sig i en skjoldborg på toppen af bakken Senlac Hill, og der modstod de normannernes angreb i timevis. De mistede imidlertid en del mænd, da fodfolket forfulgte de normanner, der trak sig tilbage efter angrebene, for så pludselig at vende om og gå til modangreb. Hen under aften brød skjoldborgen sammen, og Harold blev dræbt sammen med sine brødre, jarl Gyrth Godvinson og jarl Leofwine Godvinson.

## Kong Vilhelm Erobreren
Efter sejren i slaget ved Hastings drog Vilhelm Erobreren med sin hær videre gennem England. Han begyndte med at sikre kystbyerne ved Kanalen og fortsatte mod Canterbury og London. Overalt modtog han de engelske byers ubetingede underkastelse.
Men ikke alle var tilfredse med normannernes ankomst. Jarlerne Morcar og Edwin og flere andre angelsaksiske stormænd konspirerede og havde til hensigt at fortsætte krigen. De agtede at placere Edgar Atheling, en sønnesøn af Edmund Jernside, på tronen og sende normanneren hjem. Vilhelm lod sig dog ikke kue og hærgede det sydlige England i en sådan grad, at de involverede i komplottet overgav sig og svor ham troskab. Herefter drog han til London, hvor han Juledag 1066 blev kronet til konge af England i Westminster Abbey. Denne kroning blev foretaget på samme måde som alle tidligere kroninger. I kirken var store dele af den engelske verdslige og gejstlige overklasse repræsenteret, og da ærkebiskop Aldred af York spurgte englænderne, om de ville have Vilhelm til konge, svarede de alle ja. Denne måde at vise respekt for englændernes traditioner om valgkongedømmet har helt klart været et led i Vilhelms bestræbelser på at sikre de engelske stormænds respekt og loyalitet. Ved at sikre sig befolkningens accept har Vilhelm ligeledes retfærdiggjort krigen, da det nu blev beviseligt for alle, at det var ham, som englænderne ønskede som konge.

## Reorganiseringen af England og konsolideringen af det normanniske magtmonopol
De kortsigtede følger af den normanniske invasion kom i den grad til at hænge sammen med Vilhelms forsøg på at konsolidere sin trone. Vilhelm måtte sikre folkets såvel som stormændenes loyalitet. Skønt mange af de gamle angelsaksiske jarler havde svoret Vilhelm troskab, betød det ikke, at de holdt af den normanniske besættelsesmagt. Den gamle adelstand havde allerede lidt store tab som følge af slaget ved Hastings, men de få, der var tilbage, udgjorde stadig et problem. Befolkningen nærede utvivlsomt større tiltro til dem end til normannerne, og det var en kilde til oprør. Vilhelm erklærede da alle, der havde kæmpet mod normannerne for fjender af staten. De blev behandlet som forbrydere, og alt deres gods og løsøre blev dem frataget. Da kronen nu besad store mængder jord, lod Vilhelm den uddele til sine trofaste normanniske vasaller. Det var det første skridt i Vilhelms reorganiseringsproces for England, der med tiden blev indrettet som en europæisk feudalstat. Imidlertid bibeholdt Vilhelm landets opdeling fra gammel tid i shires samt essenser fra angelsaksisk lovgivning. Vilhelm skabte på denne måde en stærk kongemagt med loyale stormænd. Det bedste billede af Vilhelms reorganisering af landet fås af Domesday Book. Dette enorme værk indeholder en komplet liste over alle landområder og alt gods i hele riget og var effektiv ved inddrivelse af skatter.
Et andet tydeligt tegn på den nye stærke kongemagt er de borge, der blev opført i alle egne af landet for at sikre landområderne mod oprør. Borgbyggeri var noget næsten ukendt for den gamle angelsaksiske kongemagt. De få borge, der var bygget, havde mere karakterer af befæstede storgårde end af egentlige fæstningsværker. Normannerne opførte først en mindre træborg, der bestod af et befæstet tårn på en lille kunstig bakke – en motte – omkranset af en voldgrav. Senere kunne borgen forstærkes eller ombygges – eventuelt i sten. En af de mest berømte og mest berygtede normanniske borge er Tower of London, et imponerende fæstningsværk, der blev påbegyndt i Vilhelms tid. Det har huset mange af Englands fjender gennem tiden og anvendes til opbevaring af de engelske kronregalier.
Invasionen fik således på kort tid enorm betydning for England. Den gamle svagelige kongeslægt var sendt ud i kulissen, og en stærk kongemagt, der havde hånd i hanke med stormænd såvel som befolkning, var etableret på ufattelig kort tid. Skønt den engelske befolkning ikke var så glad for den normanniske overmagt, gav invasionen penge i statskassen og muligheden for at føre et acceptabelt forsvar af riget. England fik noget at sige på den europæiske politiske arena og blev nu en stærk feudalstat efter vesteuropæisk mønster.
Den stærke kongemagt var et vigtigt led i Vilhelms forsvar af riget. I tiden efter invasionen kom der mange oprør, og specielt i de nordlige egne, der i hundreder af år var præget af skandinaverne, var det svært at holde ro og orden. I 1069 kom det sågar til et dansk invasionsforsøg ledet af Svend Estridsens broder Asbjørn Jarl og kongens søn Knud. Det lykkedes dem at indtage York og omegn, men det varede ikke længe før Vilhelm gik mod dem med sin hær. Danskerne trak sig tilbage, men fortsatte lidt endnu med at hærge de engelske kyster.
Utilfredshed blandt egne vasaller var Vilhelm heller ikke skånet for. I 1075 gjorde nogle af dem oprør, men det blev brutalt slået ned. Værst var det, da Vilhelms egen søn Robert Cortheuse, der var træt af at vente på, at faderen skulle overgive ham magten i Normandiet, gjorde oprør, men det blev imidlertid slået ned. Roberts længsel efter magt resulterede i store stridigheder efter Vilhelms død. Skønt Robert blev hertug af Normandiet efter Vilhelms død, blev en anden af Vilhelms sønner (Vilhelm Rufus) konge i England. Efter at have deltaget i det første korstog vendte Robert hjem og bekrigede sin anden broder Henri Beauclerc, der efter Vilhelm Rufus’ død var blevet konge af England og senere hertug af Normandiet.
Vilhelm Erobreren – som hans tilnavn blev – døde i 1087.

## Kong Vilhelms efterslægt og de langsigtede følger af invasionen
Efter kong Vilhelms død stod striden mellem Vilhelms tre sønner, hvoraf Henri Beauclerc, konge af England og hertug af Normandiet, døde som den sidste i 1135. Stefan af Blois, kongens nevø, tilkæmpede sig tronen, hvilket medførte indre stridigheder som først ophørte i 1154, hvor Henrik 2., en af Henri Beauclercs efterkommere, blev konge.
Med den normanniske invasion i 1066 forrykkede magtbalancen sig markant i Vesteuropa. De britiske Øer havde indtil slaget ved Hastings været præget af skandinaverne og deres kultur som følge af de vikingetog, der 800-1050 havde hjemsøgt de engelske kyster. En stor del af de vikingetog medførte en indvandring af skandinaver, specielt danskere, der bosatte sig i Danelagen. Vikingetogene og den deraf følgende indvandring var mulig, da den angelsaksiske kongemagt var forholdsvis svag. Med den normanniske invasion, der medførte et reorganiseret og effektivt forsvar af riget bl.a. gennem opførelse af stærke borge, blev vikingernes angreb på de engelske kyster besværliggjort i en sådan grad, at togterne ophørte. Det sidste egentlige vikingeangreb, der medførte en egentlig erobring, var togtet i 1069.
Den skandinaviske indflydelse i landet var brudt, og England orienterede sig nu efter Vesteuropa og undergik en rivende udvikling, der ændrede landet fra et angelsaksisk kongedømme til en europæisk feudalstat.
Da Henrik II i 1154 besteg tronen i England, var han via sit ægteskab med den franske eksdronning Eleonora kommet i besiddelse af landskabet Akvitanien i Vestfrankrig. Den engelske konge var således den franske konges vasal og besad enorme landområder i Normandiet og det vestlige Frankrig. Det var særdeles ugunstigt for den franske konge, og at kongen af England havde ret og mulighed for at blande sig i fransk storpolitik, var en årsagerne til Hundredårskrigen.

## Konklusion
Vilhelm vandt slaget, invasionen og kronen, og det blev af enorm betydning for England.[kilde mangler] Tidligere havde landet været skandinavisk interesseområde, men med normannernes ankomst blev den nordiske indflydelse med et brudt, og der blev etableret forbindelser til det feudale Vesteuropa. Landet gennemgik en rivende udvikling[kilde mangler] og blev omdannet til en vesteuropæisk nation med en stærk kongemagt og overklasse.[kilde mangler]
Vilhelm Erobreren viste stort politisk vovemod[kilde mangler] ved at kaste sig ind i kampen om den engelske tronfølge. Et nederlag kunne have svækket hans position hjemme i Normandiet, hvor en evig uro mellem den franske konge og dennes vasaller herskede, mens en sejr ville blive en politisk vinding uden lige.[kilde mangler] Ved at erobre England blev magtbalancen forskudt, og Vilhelm og hans efterkommere ville med et stort bagland have en legitim grund til at blande sig i den franske konges politik. Det, at Vilhelms efterkommer Henrik II giftede sig til enorme landområder i Frankrig, gav blot den engelske konge en endnu større gevinst.
- Normanniske invasion af Wales
- Normanniske invasion af Irland